# Yuki Irie
Yuki Irie (en japonés:入江ゆき ;17 de septiembre de 1992), es una luchadora japonesa de lucha libre. Ganó una medalla de oro en Campeonato Asiático de 2015. Segunda en la Copa del Mundo en 2013. Campeona Mundial de Juniores del año 2012.